# Hans Dorjee
Hans Dorjee, né le 26 juin 1941 à Delft aux Pays-Bas et mort le 25 juin 2002 dans la même ville, est un ancien footballeur néerlandais devenu entraîneur.